# Claus Lundekvam
Claus Lundekvam, né le 22 février 1973 à Austevoll (Norvège), est un footballeur norvégien, qui évoluait au poste de défenseur à Southampton et en équipe de Norvège.
Lundekvam a marqué deux buts lors de ses quarante sélections avec l'équipe de Norvège entre 1995 et 2005.

## Carrière
- 1993-1996 : SK Brann
- 1996-2008 : Southampton

## Palmarès

### En équipe nationale
- 40 sélections et 2 buts avec l'équipe de Norvège entre 1995 et 2005.

### Avec Southampton
- Finaliste de la Coupe d'Angleterre de football en 2003.